# 9 maggio
Il 9 maggio è il 129º giorno del calendario gregoriano (il 130º negli anni bisestili). Mancano 236 giorni alla fine dell'anno.

## Eventi
- 328 - Atanasio viene eletto vescovo di Alessandria d'Egitto
- 1087 - Traslazione delle reliquie di Nicola di Mira a Bari
- 1092 - Viene consacrata la Cattedrale di Lincoln
- 1429 - Giovanna d'Arco sconfigge le truppe inglesi che stavano assediando Orléans
- 1502 - Cristoforo Colombo lascia la Spagna per il suo quarto e ultimo viaggio nel Nuovo Mondo
- 1671 - Thomas Blood, travestito da ecclesiastico, tenta di rubare la Corona d'Inghilterra dalla Torre di Londra: catturato immediatamente perché apparentemente troppo ubriaco per correre con il bottino, verrà in seguito condannato a morte, ma poi misteriosamente perdonato e inviato in esilio da re Carlo II
- 1848 - Finisce la battaglia di Cornuda tra le truppe pontificie e quelle austriache: fu la prima battaglia in nome dell'Italia, conclusa con la carica di cavalleria e l'intero sacrificio dei Dragoni pontifici
- 1849 - Battaglia di Palestrina: le truppe della Repubblica Romana comandate da Giuseppe Garibaldi sconfiggono l'esercito borbonico, in marcia per assediare Roma
- 1887 - Il Wild West Show di Buffalo Bill debutta a Londra
- 1901 - L'Australia apre il suo primo parlamento a Melbourne
- 1915 - Prima guerra mondiale, seconda battaglia dell'Artois: combattimenti tra le forze tedesche e quelle francesi
- 1915 - 320 parlamentari italiani lasciano il loro biglietto da visita nell'abitazione di Giovanni Giolitti per sostenere la sua linea politica neutralista nei confronti della guerra
- 1917 - Si conclude la fallimentare Offensiva Nivelle
- 1918 - La Royal Navy effettua il secondo raid di Ostenda
- 1921 - A Roma viene rappresentato per la prima volta il dramma Sei personaggi in cerca d'autore di Luigi Pirandello
- 1926 - L'ammiraglio Richard E. Byrd e Floyd Bennett sostengono di aver volato sopra il Polo nord (la successiva scoperta di un diario sembra indicare che questo non sia avvenuto)
- 1927 - Il parlamento australiano si riunisce per la prima volta a Canberra
- 1936 - L'Italia annette formalmente l'Etiopia dopo averne presa la capitale il 5 maggio, Vittorio Emanuele III viene proclamato imperatore d'Etiopia
- 1939 - Adolf Hitler e Benito Mussolini s'incontrano a Firenze; per l'occasione vengono aperte delle nuove finestre panoramiche sul Ponte Vecchio
- 1941 - Seconda guerra mondiale: il sottomarino tedesco U-110 viene catturato dalla Royal Navy, a bordo viene trovato l'ultima versione della macchina crittografica Enigma che i crittografi alleati utilizzeranno per decifrare i messaggi in codice tedeschi
- 1944 - Seconda guerra mondiale: l'esercito statunitense, durante la Campagna d'Italia, bombarda il comune di Rocca di Mezzo (AQ)
- 1945 - Fine de facto della seconda guerra mondiale in Europa nel primo giorno dopo la sottoscrizione della resa tedesca: Hermann Göring viene catturato dall'esercito statunitense, la Norvegia arresta Vidkun Quisling, e l'Unione Sovietica celebra il Giorno della vittoria

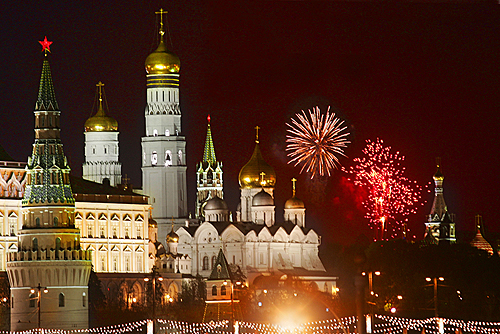
I festeggiamenti per il Giorno della Vittoria a Mosca il 9 maggio 2005

- 1946 - Re Vittorio Emanuele III di Savoia abdica in favore di Umberto II
- 1949 - Ranieri III di Monaco diventa principe di Monaco
- 1950 - Robert Schuman presenta la Dichiarazione Schuman, ideata da Jean Monnet, che porterà al Trattato CECA: questa dichiarazione segna l'inizio del processo d'integrazione europea, per cui il 9 maggio viene festeggiato ufficialmente dal 1985 come Giornata dell'Europa
- 1955 - Guerra fredda: la Germania Ovest entra nella NATO
- 1956 - Prima ascensione del Monte Manaslu, l'ottava vetta più alta del mondo
- 1960 - La Food and Drug Administration approva la vendita della pillola anticoncezionale negli Stati Uniti
- 1967 - René Gerónimo Favaloro esegue il primo bypass aorto-coronarico della storia
- 1974 - Il comitato giudiziario della Camera dei rappresentanti degli Stati Uniti, apre le audizioni pubbliche e formali per l'impeachment del presidente Richard Nixon
- 1976 - Carcere di Stammheim (Germania Ovest) - Viene rinvenuta impiccata nella sua cella Ulrike Meinhof
- 1978
  - Viene ritrovato a Roma il cadavere di Aldo Moro
  - Viene ritrovato a Cinisi il cadavere di Peppino Impastato
- 1987 - Un Ilyushin 62M polacco si schianta dopo il decollo a Varsavia, causando 183 vittime
- 1997 - Un proiettile colpisce la studentessa Marta Russo all'interno dell'Università degli Studi di Roma "La Sapienza"
- 2002 - A Kaspijsk, in Russia, una bomba radiocomandata esplode durante una parata uccidendo 43 persone e ferendone almeno 130
- 2005 - Parte la campagna globale di Boicottaggio, disinvestimento e sanzioni contro Israele
- 2008 - Yahoo! acquisisce AltaVista
- 2012 - Barack Obama si schiera a favore del matrimonio fra persone dello stesso sesso, diventando il primo presidente degli Stati Uniti d'America a dirsi favorevole a questo tipo di unione
- 2018 - L'opposizione guidata dall'ex primo ministro Mahathir Mohamad vince le elezioni in Malesia, portando per la prima volta al cambio di governo nel Paese.
- 2021 - Viene beatificato nella Cattedrale di Agrigento il magistrato Rosario Livatino, ucciso dalla Stidda. È il primo magistrato beato nella storia della Chiesa Cattolica

## Nati
Ci sono circa 1 110 voci su persone nate il 9 maggio; vedi la pagina Nati il 9 maggio per un elenco descrittivo o la categoria Nati il 9 maggio per un indice alfabetico.

## Morti
Ci sono circa 510 voci su persone morte il 9 maggio; vedi la pagina Morti il 9 maggio per un elenco descrittivo o la categoria Morti il 9 maggio per un indice alfabetico.

## Feste e ricorrenze

### Civili
Internazionali:
- Russia e molti Paesi dell'Europa orientale - Giornata della vittoria sulla Germania nazista
- Unione europea - Festa dell'Europa, in ricordo della Dichiarazione Schuman

Nazionali:
- Burundi - Festa del Burundi
- Giappone - Giorno di Goku
- Italia - Giorno della memoria dedicato alle vittime del terrorismo, in ricordo dell'omicidio di Aldo Moro
- Regno Unito (Guernsey) - Festa della liberazione

### Religiose
Cristianesimo:
- San Banban Sapiens
- San Beato, eremita
- San Dionigi di Vienne, vescovo
- Sant'Erma
- San Geronzio di Cervia, vescovo
- San Giuseppe Do Quang Hien, martire
- San Gregorio V di Ostia, vescovo
- Sant'Isaia, profeta e martire
- Santi Martiri di Persia
- San Pacomio, abate
- San Prisco di Nocera, vescovo
- Beati Venti martiri mercedari di Riscala
- Beato Benincasa da Montepulciano, eremita
- Beato Forte Gabrielli, eremita
- Beata Maria Teresa di Gesù Gerhardinger, fondatrice delle Suore scolastiche di Nostra Signora
- Beato Stefan Grelewski, sacerdote e martire
- Beato Tommaso Pickering, monaco benedettino, martire

Religione romana antica e moderna:
- Dies religiosus[senza fonte]
- Lemuria, primo giorno